# Rhodope (mythologie)
Koningin Rhodope uit Thracië, was de vrouw van Haemus.
Hij vergeleek zichzelf en Rhodope met Zeus en Hera. Die voelden zich beledigd en veranderden hen in het Balkangebergte en de Rodopebergen.